# أدرارا سان مارتينو
أدرارا سان مارتينو هي إحدى التجمعات المحلية في مقاطعة بيرغامو في لومبارديا شمال إيطاليا.

## المعالم السياحية الرئيسية
عامل الجذب الرئيسي في المنطقة هي كنسية أبريشة سان مارتينو في القرن الخامس عشر وتم ترميمها بالحجر الأبيض لاحقًا، تضم لوحات لجيوفاني كارنفالي وفرانشيسكو كوجيتي وجياكومو تركيوت
وبرج الجرس ذو النوافذ الكبيرة هو أيضًا من معالم القرن الخامس عشر.
تشمل المعالم الرئيسية الأخرى حرم سانتا ماريا أنونسياتا في القرن السابع عشر.
والمجمع الديني الروماني في سانت أليساندرو في القرن الحادي عشر، مع أجزاء من اللوحات الجدارية من القرن الرابع عشر، وأطلال قلعة من القرون الوسطى.

## شعار النبالة
يُظهر الشعارالنبالة برجًا من الطوب على صليب أزرق على خلفية بيضاء.

## أنظر أيضا
- إيطاليا

## روابط خارجية
- الموقع الرسمي